# Sláva Horník
Sláva Horník, původním jménem Ladislav Horník (22. června 1907 Zbrašín – 18. března 1940 Brno), byl učitel, levicový aktivista a účastník protinacistického odboje.

## Život
Před druhou světovou válkou vstoupil do Komunistické strany Československa a byl organizátorem dělnické mládeže. Do roku 1934 učil ve škole v pražských Košířích, než mu bylo pro jeho radikální postoje zakázáno vykonávat učitelské povolání.
Po nacistické okupaci se stal aktivním účastníkem komunistického odboje a vydával ilegální tisk. V březnu 1940 byl gestapem zatčen a 18. března umučen při výslechu ve věznici na Špilberku v Brně.

## Posmrtné připomínky
- Na jeho počest byla pojmenována jedna z košířských ulic, nedaleko od školy, kde učil a také jedna z ulic v Brně-Líšni.[1]
- Pamětní deska v pražské Horníkově ulici byla odstraněna a je ve skladu Městské části Praha 5.[2]
- Manželka Anna Horníková zahrnula vzpomínky na Slávu Horníka do publikace Rudí průkopníci, která vyšla v roce 1954.[3]